# تامس بارینگ، نخستین ارل نورث‌بروک
تامس جورج بارینگ، اولین ارل نورثبروک، (به انگلیسی: Thomas Baring, 1st Earl of Northbrook) (۲۲ ژانویه ۱۸۲۶ – ۱۵ نوامبر ۱۹۰۴) یک دولتمرد لیبرال بریتانیایی بود.
گلادستون او را به عنوان نایب‌السلطنه هند در سال‌های ۱۸۷۲–۱۸۷۶ منصوب کرد.
از دستاوردهای عمده او به عنوان یک اصلاح‌طلب پر انرژی که خود را وقف ارتقای کیفیت دولت در هند بریتانیا کرده بود، تلاش برای کاهش گرسنگی و ناآرامی‌های اجتماعی گسترده، کاهش مالیات‌ها و غلبه بر موانع بوروکراتیک را می‌توان نام برد. وی بین سال‌های ۱۸۸۰ و ۱۸۸۵ به عنوان نخستین لرد دریاسالار در ارتش بریتانیا خدمت کرد.